# キビ
キビ（黍、稷、学名:Panicum miliaceum）は、イネ科の一年草で、穀物の一種。五穀の一つとされる。

## 名称
キビの語源については、一般的には『和訓栞』などが説く黄色い実の黄実（キミ）が転じたものという。しかし、『日本語源学』では真黄実（マキミ）の略、『日本古語大辞典』では食実（ケミ）の意味、『日本語源考』では黄米の別音（Ki-Mi）に由来するとしており諸説ある。
中国語の「黍」は『説文解字』によると「黏（ねばり）あるもの」の意味があり、本来はもちきび（モチ種）を意味した。「稷」は本来はうるちきび（ウルチ種）を意味したが、コウリャン（高梁）を意味したとする説もある。
名称に関しては、モロコシ（タカキビ）を「キビ」と呼ぶ地方では、本種を「コキビ」と呼ぶ。サトウキビを「キビ」と呼ぶ地方もある。

## 原産と伝播
原産地
（最も古い栽培植物の一種ではあるが）植物学的な起源（祖先野生種）は明らかでない。東アジアから中央アジアにかけての大陸性気候の温帯地域が原産地と考えられている。起源に関する説は、ユーラシア大陸起源説、東アジア起源説があるがはっきりしていない。
栽培
栽培化の地理学的起源についても諸説ある。
ヨーロッパ、中央アジア、インド、中国など有史以前から広く栽培されていた。考古学的な証拠（エビデンス）としては、紀元前1万年ころには中国北部で栽培が行われていたという証拠がある(Lu et al., 2009)。新石器時代以来の人類の食用穀物で、中国の華北地方では、アワとともに古代の主要穀物であった。
中国では稷（うるちきび）は「百穀の長」あるいは「五穀の長」とされ神格化されていた（米（イネ）は殷・周の時代には華北では栽培されなかったためといわれている）。漢語の「社稷」には国家や朝廷の意味がある。
日本へは、アワ、ヒエ、イネなどよりも遅く渡来したと考えられている。『万葉集』にキビの記述があるとおり日本では古くから親しまれており、童話『桃太郎』の作中に登場するキビダンゴは有名である。なお、北海道に導入されたのは明治になってからである。
なお、イネ科キビ属は約470種が分布しており、これらの中で栽培化されたのは3種で、本項のキビ（Panicum miliaceum L.,）のほか、インド起源のサマイ（P. sumatrense Roth.）およびメキシコ起源のサウイ（P. sonorum Beal.）がある。
一方、亜種も含め、世界的に広く分布する雑草でもあり、雑草的系統から野生系統を区別することは容易でない。

## 特徴
一年生草本。夏から秋にかけて茎の先に穂ができて垂れ下がる。穂姿がイネに似ていることからイナキビともいう。大型の円錐花序で、小穂は不稔花と稔実花からなる。穎果（実）の色は白、黄、橙、赤、黒、褐色などがある。
栽培種は形態的変異が大きいが、草丈1メートルから2メートル程度になり、一般的に初夏に播種して秋に収穫される。分げつはあまりしない。アワと同様にウルチ種（ウルチ、ウル、粳）とモチ種（モチ、糯）がある。
雑草性で脱粒性が強く、北アメリカのミシシッピー上流域では強害雑草になっている。また、ヨーロッパ、ロシアから東部シベリアにかけ雑草的に帰化している。
栽培期間が45日間と短く、痩せた土地や少ない水量にも適応可能なため、完全に定住しているわけではない半遊牧民でも栽培が可能である。

## 利用
野生種は主にサバンナ地帯で利用されており、野生種は食糧、飼料、薬用などに利用されている。また、栽培種としては、ユーラシア大陸のほか、アフリカ、北米、オーストラリアでも栽培されている。特にユーラシア大陸全域で新石器時代から文明を支えてきた重要な穀物である。
伝統的な穀物の調理法は、粒食、粗挽粉食、粉食および飲物に分けられる。
粒食（めしや粒粥）は主に東アジアから南アジアにみられる。キビは米と一緒に1、2割の割合で混ぜて炊飯すると、米飯よりも甘みと少しのほろ苦みが加わる。古代中国の草本書『食物本草』によれば、「味は甘く性質は温で毒はない。気を益し、脾臓や胃の働きを助ける作用がある。」とある。キビの独特の甘みは、人によって「しつこい味」と評される場合があるが、豆類と一緒に炊き込むと豆の旨味を引き出して「おいしい」に評価が変わるともいわれており、相性の良い食材と一緒に調理されることでおいしく食べられる。
キビの粗挽粥やパンは中央アジアやヨーロッパで調理されている。
また、穀物のモチ性品種を用いたもちやおこわなどは東アジアに特徴的な食べ物となっている。炊きたてのモチ黍をすり鉢に入れてついたものは黄色い餅になり、それを丸めると黍団子となる。岡山県の吉備団子も、元々は黍団子の一種で、その名の通り黍粉を原料としていた。吉備と黍（キビ）の語呂合わせから吉備団子と書かれるようになった。現在では、黍粉を使わずに白玉粉などで作られることも多い。桃太郎伝説に登場するキビダンゴは黍で作られた団子であり、江戸時代末期になって登場した吉備団子ではない。
キビは極東ではアルコール飲料（焼酎など）の原料にするが、ヨーロッパでは非アルコール飲料のみに利用される。

## 文化
黍（もちきび）と稷（うるちきび）は古代中国において主要な穀物であった。黍稷は香りの良いものの代表とされ、とりわけ、黍は祖先祭祀に欠かせない酒を作るために用いられていたため、最重要の穀物とされた。黍が最重要視されていたことについては、次のようなエピソードが知られている。孔子は、魯の哀公からもてなしの席において、桃と桃の皮の柔毛を拭い去るための黍を振る舞われた際に、黍を桃の掃除には使わずにそのまま食べてしまった。黍は桃に使うためのものだと指摘する哀公に対し、孔子は「黍は五穀の中でも祭祀に用いる最上のものであり、桃は果物の中でも下等であって祭祀には用いられないようなものである。君子は尊い黍を下等な桃の掃除道具にはしないものです。」と答えたとされる。

なお、戦国時代以降には、特に南方において米の栽培が進んだため、五穀に米が入るようになると同時に、米が五穀の最上等とされるようになり、黍の重要性は急速に低下した。